# Blabbermouth.net
Blabbermouth.net es un sitio web dedicado a noticias sobre heavy metal y hard rock, además de reseñas de álbumes y DVD de música. Fue fundado  en 2001 por su director actual Borivoj Krgin. La primera versión apareció en marzo de 2001, pero para octubre había cambiado totalmente de apariencia y fue apadrinado y alojado por Roadrunner Records.
Los usuarios también pueden subir sus propias noticias y reseñas de álbumes, tanto como respuesta a otros usuarios como a los artículos en sí. Blabbermouth.net, descrito por London Free Press como un "sitio fiable de fanes y de la misma industria".

## Historia
Borivoj Krgin es un periodista nacido en Novi Sad, Serbia en 1968, pero radicado en Estados Unidos desde 1981. Se le ocurrió el concepto de Blabbermouth en enero de 2000. Robert Kampf, un amigo de Krgin que dirige Century Media Records, arregló una reunión con Gunter Ford, de World Management, en Nueva York. Durante la reunión, Ford sugirió una idea para un portal sobre "heavy metal", con noticias, merchandising y reseñas de CD para promocionar sellos discográficos y conseguir vender sus productos. Ford quería que Kampf también se involucrase. A Krgin no le convenció la idea, ya que pensaba en un sitio con noticias al momento, porque creía que no había buenas páginas de noticias sobre el tema.
Dos meses después de la reunión, Krgin comenzó a investigar cómo conseguir alojamiento web para su propio sitio. Después de un año Krgin, pensó que ya era el momento de abrir la web. La primera versión del sitio web fue el 3 de marzo de 2001. En octubre de ese mismo año Monte Conner, amigo de Krgin, y artista de Roadrunner Records le habló sobre cómo conseguir que Roadrunner se hiciese cargo del alojamiento web. De esta manera, Krgin se podía enfocar en el contenido de Blabbermouth.net y dejar de lado los aspectos más técnicos.

## Críticas
Varios músicos y gente de la industrial musical han criticado a Blabbermouth.net por culpa de los troles de internet (usuarios que hacen comentarios despectivos) y por posts que nada tienen que ver con el heavy metal o el hard rock. Esto ha ocurrido en noticias sobre Gene Simmons (Kiss), Tommy Lee (Mötley Crüe) o Fred Durst de Limp Bizkit. Krgin dijo que subía este tipo de artículos para conseguir comentarios graciosos de los usuarios y para despejarse de la monotonía de escribir sobre noticias de discos.
En septiembre de 2006, Krgin limpió los comentarios de este tipo y adoptó una política donde los usuarios podían denunciar los comentarios ofensivos para que después pudiesen ser suprimidos. Anteriormente a esto, en sus propias palabras, se habían incluido "numerosos comentarios abusivos, obscenos, difamatorios, racistas, homofóbicos y amenezadores" ya que la sección de comentarios viene desde 2002.

## Reconocimiento
Blabbermouth.net, descrito por London Free Press como un "sitio de la industria y fans fiable", ha sido reconocido como una autoridad en heavy metal y hard rock. Lo han utilizado como fuente London Free Press, New Musical Express, MTV.com, Toronto Sun, Baltic News Service, St. Petersburg Times, News.com.au, y OC Weekly.